# 1106年
| 千纪： | 2千纪 |
| 世纪： | 11世纪 \| 12世纪 \| 13世纪                                                                                   |
| 年代： | 1070年代 \| 1080年代 \| 1090年代 \| 1100年代 \| 1110年代 \| 1120年代 \| 1130年代                             |
| 年份： | 1101年 \| 1102年 \| 1103年 \| 1104年 \| 1105年 \| 1106年 \| 1107年 \| 1108年 \| 1109年 \| 1110年 \| 1111年   |
| 纪年： | 丙戌年（狗年）；辽统六年；北宋崇宁五年；西夏貞觀六年；大理文安三年；越南龍符元化六年；日本長治三年，嘉承元年 |

## 大事记
- 蒲甘王朝國王江喜陀遣使向宋朝朝贡，被尚書省視為與大食、注輦、交趾並列的大國。
- 英格兰国王亨利一世和诺曼底公爵罗贝尔·柯索斯之间爆发坦什布赖战役，亨利一世获胜并占领诺曼底。

## 逝世
- 李公麟，中国画家（1049年出生，43岁）
- 李格非
- 8月7日——亨利四世，德意志国王（1050年出生，44岁）